# Međunarodni odnosi Hrvatske
Republika Hrvatska je suverena država na razmeđu srednje Europe, jugoistočne Europe i Mediterana. Hrvatska je članica Europske unije (EU), Ujedinjenih naroda (UN), Vijeća Europe, NATO-a, Svjetske trgovinske organizacije (WTO), Unije za Mediteran i niza drugih međunarodnih organizacija. Hrvatska je uspostavila diplomatske odnose sa 181 državom. Predsjednik i Vlada, preko Ministarstva vanjskih i europskih poslova, surađuju u oblikovanju i provedbi vanjske politike.
Glavni ciljevi hrvatske vanjske politike tijekom 1990-ih bili su međunarodno priznanje i pridruživanje Ujedinjenim narodima. Ovi ciljevi su ostvareni do 2000. godine, a glavni ciljevi postali su članstvo u NATO-u i EU. Hrvatska je te ciljeve ispunila 2009., odnosno 2013. godine. Trenutni ciljevi Hrvatske u vanjskoj politici su: pozicioniranje unutar institucija EU i regije, suradnja s NATO partnerima te jačanje multilateralne i bilateralne suradnje u svijetu.